# Cognin-les-Gorges
Cognin-les-Gorges este o comună în departamentul Isère din sud-estul Franței. În 2009 avea o populație de 648 de locuitori.

## Evoluția populației
| An        | 1975 | 1982 | 1990 | 1999 | 2006 | 2009 |
| --------- | ---- | ---- | ---- | ---- | ---- | ---- |
| Populație | 341  | 425  | 532  | 539  | 626  | 648  |